# Saint-Yorre
Saint-Yorre – miejscowość i gmina we Francji, w regionie Owernia-Rodan-Alpy, w departamencie Allier.

## Demografia
Według danych na rok 1990 gminę zamieszkiwały 3003 osoby, a gęstość zaludnienia wynosiła 473 osoby/km². W styczniu 2015 r. Saint-Yorre zamieszkiwały 2852 osoby, przy gęstości zaludnienia wynoszącej 449,1 osób/km².